# Порфіріат
Порфіріат (порфіризм) (ісп. Porfiriato) — період мексиканської історії від 1876 до 1911 року, в який країною керував генерал Порфіріо Діас. Епоха порфіріату закінчилася Мексиканською революцією. В період правління Діаса стався підйом мексиканської економіки: будувалися залізниці і телеграфні лінії, створювалися нові підприємства, збільшився приплив іноземних інвестицій. Однак рівень життя широких верств населення за час порфіріату знизився.

## Встановлення влади Діаса
1876 року президент Себастьян Лердо де Техада оголосив про свій намір балотуватися на другий термін. Хоча мексиканська конституція цього не забороняла, проти такого рішення виступив генерал Порфіріо Діас.
Прихильники генерала проголосили «план Тустепек» з вимогою обмеження президентської влади одним терміном. Також пропонувалося заборонити переобрання губернаторів у штатах, що принесло Діасу підтримку місцевих представників середнього класу. Розпочатий заколот спочатку розвивався невдало, і війська повстанців зазнали низки поразок. Однак Діас отримував фінансову і матеріальну підтримку зі США, тоді як мексиканська скарбниця, з якої фінансувалася армія Лердо, була порожня.
Коли низка штатів ще перебували в стані заколоту, Лердо знову обрали президентом. Результати голосування відмовився визнати голова верховного суду Хосе Марія Іглесіас, який сам мав намір обійняти президентську посаду. Його підтримали депутати Конгресу і губернатори деяких штатів. Військам Діаса вдалось завдати серйозної поразки урядовій армії. Відмовившись від боротьби, Лердо втік до США. Усунувши від влади Іглесіаса, Діас оголосив себе тимчасовим президентом. У березні 1877 року він здобув перемогу на нових виборах.

## Політика

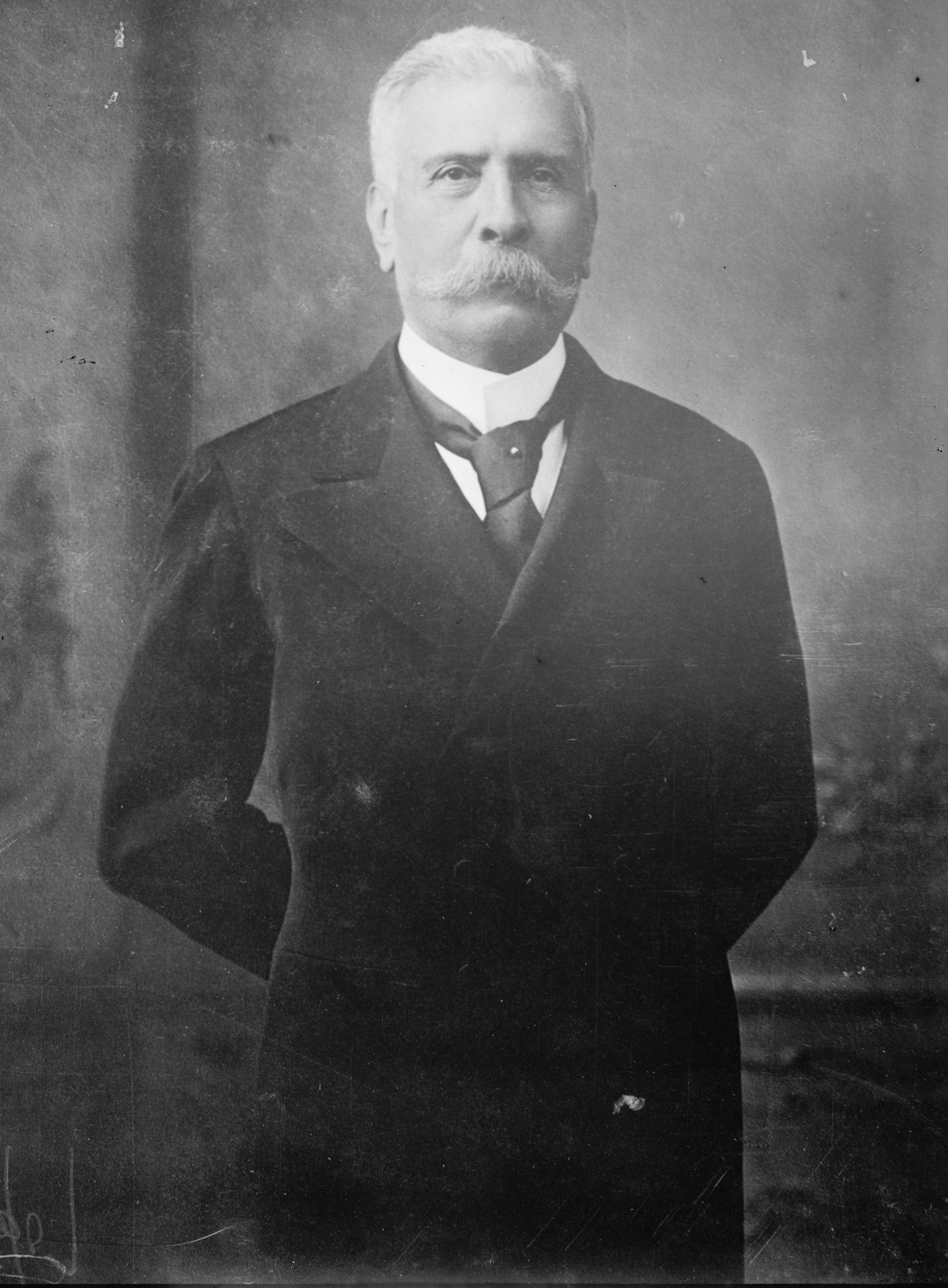
Порфіріо Діас, 1907 рік

Діас не порвав з курсом президентів Хуареса і Лердо, спрямованим на залучення іноземного капіталу і прискорену модернізацію. Однак, розуміючи, що досягнення цих результатів неможливе в нестабільній політичній обстановці, він вважав, що стабільності можна досягти лише підпорядкувавши собі політичні інститути і усунувши конкурентів. Для зміцнення свого режиму Діас досяг угоди з найбільшими фракціями лібералів і консерваторів, послабив дію антиклерикальних реформ, тим самим отримавши підтримку духовенства, і підпорядкував собі вищі верстви армії і місцевих касиків.
При Діасі формально продовжувала діяти конституція 1857 року, в країні зберігалися президентські вибори, на яких Діас незмінно здобував більшість голосів. Він не обіймав посади президента тільки протягом 1880—1884 років (коли президентом був його ставленик Мануель Гонсалес), оскільки прийнята у відповідності з «планом Тустепек» поправка до конституції забороняла обіймати цю посаду два терміни поспіль. У 1888 році Діас був обраний президентом всупереч цій поправці, а 1892 року заборону переобрання скасували. В тому ж 1892 році президентський термін було збільшено з чотирьох до шести років. Також при Діасі зберігалися й вибори губернаторів штатів і Конгресу, однак кандидат повинен був отримати негласне схвалення диктатора. В кожному окрузі, на які ділилися штати, призначалися так звані «хефес політикос», які підпорядковувалися губернаторові і керували всім політичним життям округу.
Хоча центральна влада переважала над владою місцевих олігархів, Діас намагався не налаштовувати проти себе багатьох каудильйо одночасно. Широко розповсюдились політичні репресії.
Велику роль в економічному і політичному житті країни відігравала група олігархів, що сформувалася з найбільших представників бюрократії, землевласників і частково інтелігенції. Група носила назву «сьєнтифікос» (ісп. científicos — вчені) — її члени дотримувалися філософії позитивізму та наукових методів управління державою. Керівне ядро «сьєнтифікос» складалося з півтора десятка людей, довгий час їх лідером був міністр фінансів Хосе Лімантур. Ця група проводила політику залучення іноземних капіталів і створення пільг для іноземних підприємців. При цьому політичним ідеалом «сьєнтифікос» було правління креольської олігархії, тісно пов'язаної із закордонним капіталом, індіанців і метисів вони розглядали як нижчу расу.
Щоб підпорядкувати собі армію, Діас розділив країну на 12 військових округів, при цьому командувачі округами постійно змінювали місце служби — таким чином вони не встигали набути політичного впливу. На початку порфіріату три чверті губернаторів були військовими і мали звання генерала. До 1903 року їх кількість зменшилася від 18 до 8. Чисельність армії також було скорочено від 30 до 20 тис. осіб. Однак і ця цифра була тільки на папері: під час революції 1910 року Діас зміг виставити лише 14 тис. солдатів. Скорочення збройних сил позитивно вплинуло на бюджет, від якого були відсторонені владо- і сріблолюбиві генерали, які наживалися на скарбниці з часів здобуття незалежності.
За Діаса дуже збільшилася чисельність «руралес» — кінної сільській жандармерії — з кількох сотень до кількох тисяч. Офіцерів жандармерії брали з федеральної армії. Серед руралес з'явилося багато кримінальників. Сільська жандармерія брала участь у придушенні аграрних повстань.
Уряд Діаса розгорнув справжню війну проти індіанського населення деяких штатів, яке було незадоволене його аграрною політикою (див. розділ «Економіка»). В Сонорі зі зброєю в руках виступали індіанці я́кі, які чинили опір аж до революції 1910—1917 років. Захоплених у полон я́кі продавали на плантації Юкатану, де вони невдовзі помирали від незвичного тропічного клімату. На Юкатані піднялося повстання індіанців майя, після придушення якого півострів став «власністю» півсотні плантаторів на чолі з губернатором Олегаріо Моліною.

## Економіка

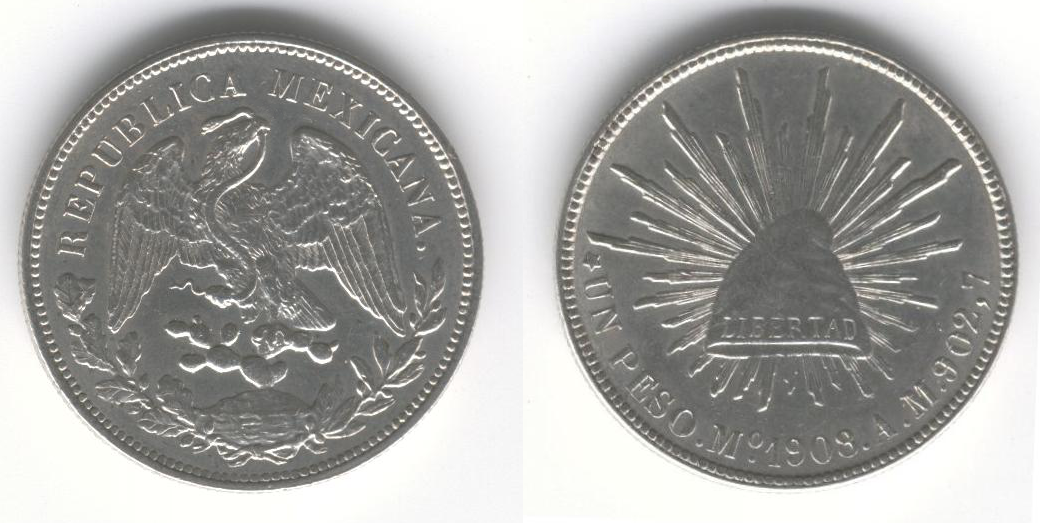
Один песо, 1908 рік

У 1877—1899 роках зростання мексиканської економіки становило 2,7 % на рік, у 1900-1910-х — 3,3 % на рік. Визначення економічної політики Діас довірив Хосе Лімантуру. Лімантур та інші сьєнтифікос бачили основу економічного розвитку в іноземних підприємцях. Останні ж були зацікавлені лише у видобутку та вивезенні мінеральної та сільськогосподарської сировини. Таким чином, у період правління Діаса іноземні капіталовкладення різко збільшилися. 1884 року вони становили 110 мільйонів песо, а 1911 — понад 3,4 мільярда песо.
Бурхливе економічне зростання почалося з масштабного будівництва залізниць, настільки важливих для Мексики, яка не мала зручних водних шляхів. У 1876 році протяжність залізниць у країні становила 700 км, у 1885 — 6 тисяч км, у 1900 — 14 тисяч км, а в 1910 році — 20 тисяч км. Спочатку залізниці належали американським і британським компаніям, в 1908 році деякі важливі лінії було націоналізовано. Залізничні колії були необхідні для вивозу сировини і в основному йшли до американського кордону і великих портів. Модернізації та розширення портів так само приділялася велика увага — наприкінці XIX — початку XX ст. Мексика мала 10 портів на Атлантичному океані і 14 на Тихому океані. Завдяки цим заходам експорт Мексики в аналізований період зріс у шість разів, імпорт — у три. Збільшилася і телеграфна мережа: від 9 тисяч км в 1877 році до 70 тисяч км в 1900.
Швидко розвивалися орієнтовані на експорт галузі сільського господарства: виробництво кави зросло від 8 до 28 тисяч тонн, а сизалю — від 11 тисяч тонн до 129 тисяч тонн за період 1877—1910 рр. Виробництво бавовни зросло від 26 тисяч тонн у 1877 році до 43 тисяч тонн в 1910, а цукру — від 630 тисяч до 2,5 мільйонів тонн. Мексика була найбільшим виробником хенекена.
Однак ці результати були здобуті зокрема й за рахунок експлуатації селян і корінного населення і зниження рівня життя народних мас. 1883 року видано «Декрет про колонізацію і компанії із землеустрою», який створював умови для захоплення общинних земель. Згідно з декретом компанії і приватні особи могли отримувати «порожні» землі для заселення. Також цим декретом засновувалися компанії з вимірювання та розмежування земель. Як оплату, третину розмежованої землі ці компанії отримували у власність, а інші дві третини могли придбати в розстрочку за низькою ціною. Однак «порожніми» оголошувалися всі землі, власники яких не мали відповідних документів на володіння. Таким чином у скрутному становищі опинилися індіанські селяни, які не мали документів, але обробляли свої наділи з покоління в покоління ще до приходу європейців.
За роки диктатури Діаса 54 млн га, тобто 27 % площі країни, опинилися в латифундистів. На 1910 рік 96,6 % сільського населення не мали землі, при цьому наймити-пеони зі сім'ями становили 2/3 населення Мексики. Монополія латифундистів породжувала неефективне використання землі, закріплюючи екстенсивний характер сільського господарства. Крім того, багато поміщиків вирощували на своїх землях переважно технічні культури, перш за все цукрову тростину. Великі території належали американським і британським компаніям. Для будівництва залізниць і рудників іноземці скупили селянські землі на півночі Мексики. У штаті Чіуауа вони створили великі скотарські господарства, які постачали до США живу худобу. В Нижній Каліфорнії з 14,4 млн га всієї землі 10,5 млн га належало компаніям США. 1884 року схвалено так званий «Кодекс рудників», за яким іноземний власник землі міг володіти наявними в ній корисними копалинами.
В промисловості періоду порфіріату переважали видобувні галузі. У 1872—1873 роках видобуток золота оцінювався в 976 тис. доларів, срібла — у 21 441 тис. доларів, а в 1900—1901 роках вартість видобутку золота становила 8843 тис. доларів, а срібла — 72 368 тис. доларів. У 1901 році Мексика займала перше місце в світі з видобутку срібла, друге — за видобутком міді і п'яте — за видобутком золота. Вартість сукупної продукції гірничодобувної промисловості в 1900 році перевищила 90 млн песо, що в три рази більше ніж 1880 року. За перше десятиліття XX століття видобуток нафти зріс у 1200 разів. Розвивалася металургія, переробна промисловість була представлена переважно текстильними підприємствами. Промисловість перебувала переважно в руках британських і американських компаній.
Скасування срібного стандарту та перехід на золотий в основних світових державах того часу, зокрема в США, призвело до спаду попиту на срібло і відповідно зниження його ціни. Це викликало зростання зовнішніх платежів, що сплачуються в золоті. За ініціативою Хосе Лімантура було прийнято рішення про перехід на золотий стандарт, який відбувся 1905 року. Уряду Діаса вдалося збалансувати бюджет шляхом збільшення податків, але через нові іноземні позики швидко зростав державний борг. 1880 року він становив 191,4 млн песо, а в 1910—1911 роках сягав вже 823 млн песо. У банківській сфері домінував англійський, французький, іспанський капітал. До початку 1910-х років 60 % мексиканського імпорту і 77 % експорту припадало на частку США.

## Соціальна сфера
1910 року лише 19 % жителів Мексики були грамотними. Вчителі систематично недоотримували платню. Нових шкіл у розрахунку на кількість населення будувалося менше, ніж при Лердо де Техаді.
Майже не існувало системи медичного обслуговування. Дитяча смертність не знизилася і становила понад 400 дітей на тисячу. Доросла смертність по країні становила 37-40 осіб на тисячу. А середня тривалість життя приблизно дорівнювала 30 років. 50 % всього житлового фонду вважалися халупами — житлами з однієї кімнати, що не мали каналізації, води і електрики. Проблемою були такі хвороби, як віспа, дизентерія, туберкульоз, малярія і тиф.
Обмеження робочого дня не існувало і люди працювали по 12 годин на добу сім днів в тиждень. Страйки і створення профспілок були законодавчо заборонені. Пенсійного і страхового забезпечення не існувало. Заробітна плата часто виплачувалася не грошима, а бонами або марками, які приймали тільки у фабричній крамниці або магазині поміщика. Досить велику частку робітників (зокрема ремісників) — 200 тис. з 800 тис. становили жінки. Жінкам платили вдвічі менше, ніж чоловікам, а їх праця використовувалася на важкому і монотонному виробництві, передусім у текстильній промисловості і на сигаретних фабриках.
Однак у XX столітті жінки здобули широкі можливості для отримання освіти. На початку століття 65 % вчителів початкових шкіл були жінками. Ще 1887 року в Мехіко перша мексиканська жінка отримала після закінчення медичної школи диплом лікаря.

Серед бідних верств населення процвітав алкоголізм. Для порівняння: в 1901 році в Мехіко було 946 денних і 365 нічних закладів для розпиття традиційного напою пульке (пулькерій) — і тільки 34 хлібних магазини і 321 м'ясний. Уряд намагався боротися з цим явищем: приймалися закони, за якими пулькерії повинні були бути позбавлені вікон, там заборонялася музика, в деяких штатах намагалися заборонити роботу пулькерій після 6 годин вечора і включали в кримінальні кодекси статті, що передбачали покарання за перебування в громадському місці в нетверезому вигляді.

Мехіко під час порфіріату
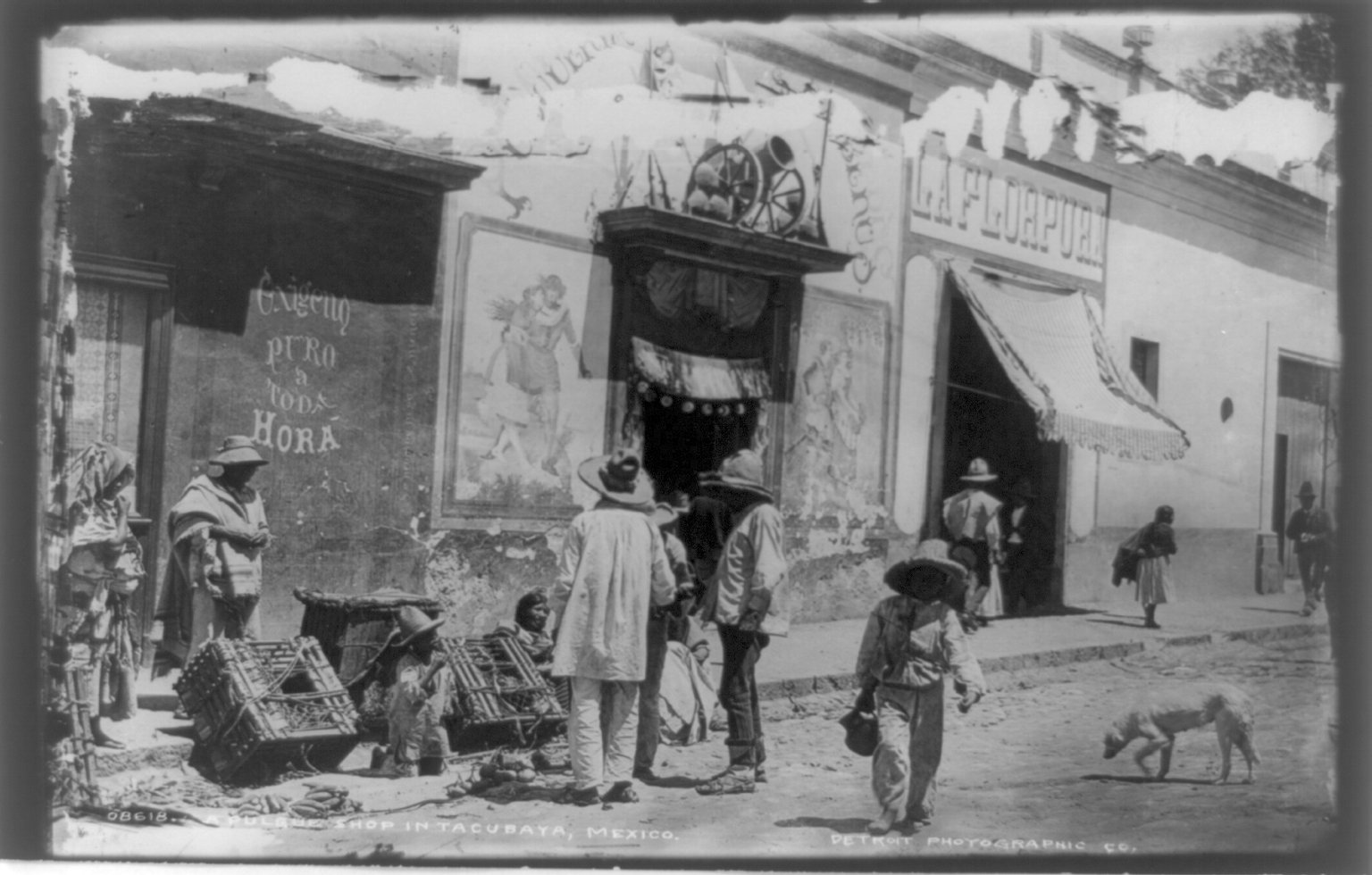
Пулькерія в міському районі Такубайя, 1884-1885 роки
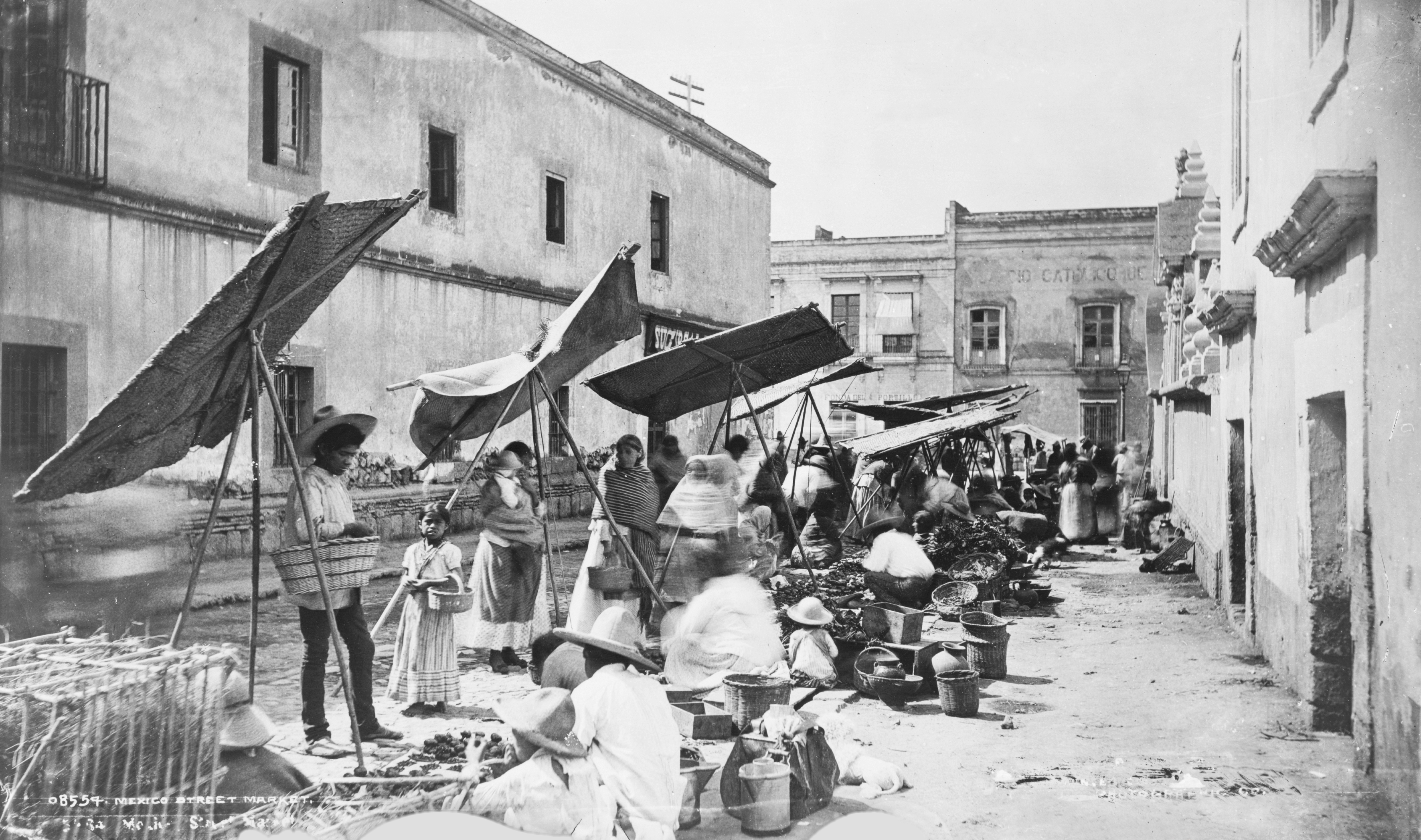
Столичний ринок, 1885 рік
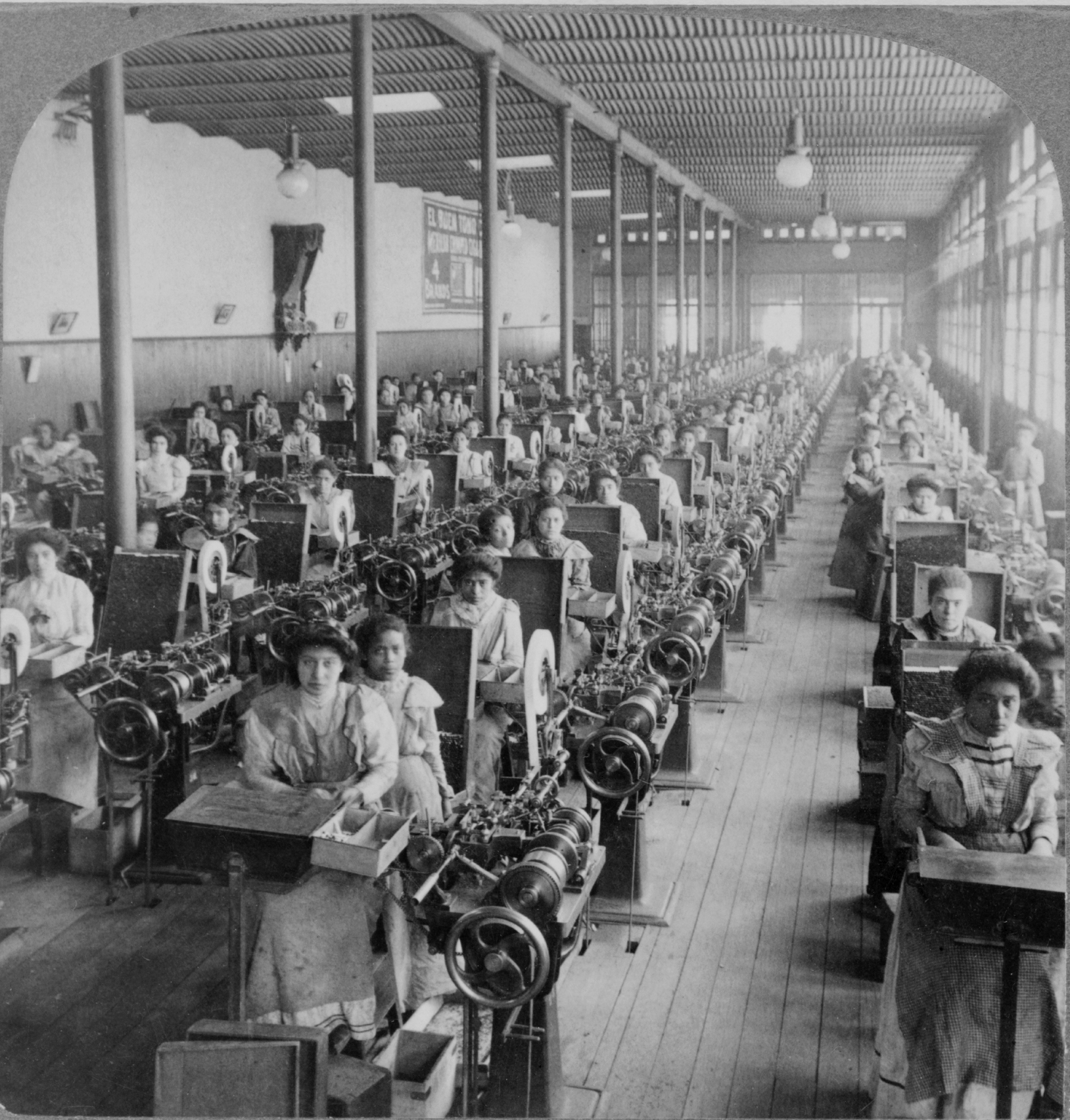
Виробництво сигарет, 1903 рік
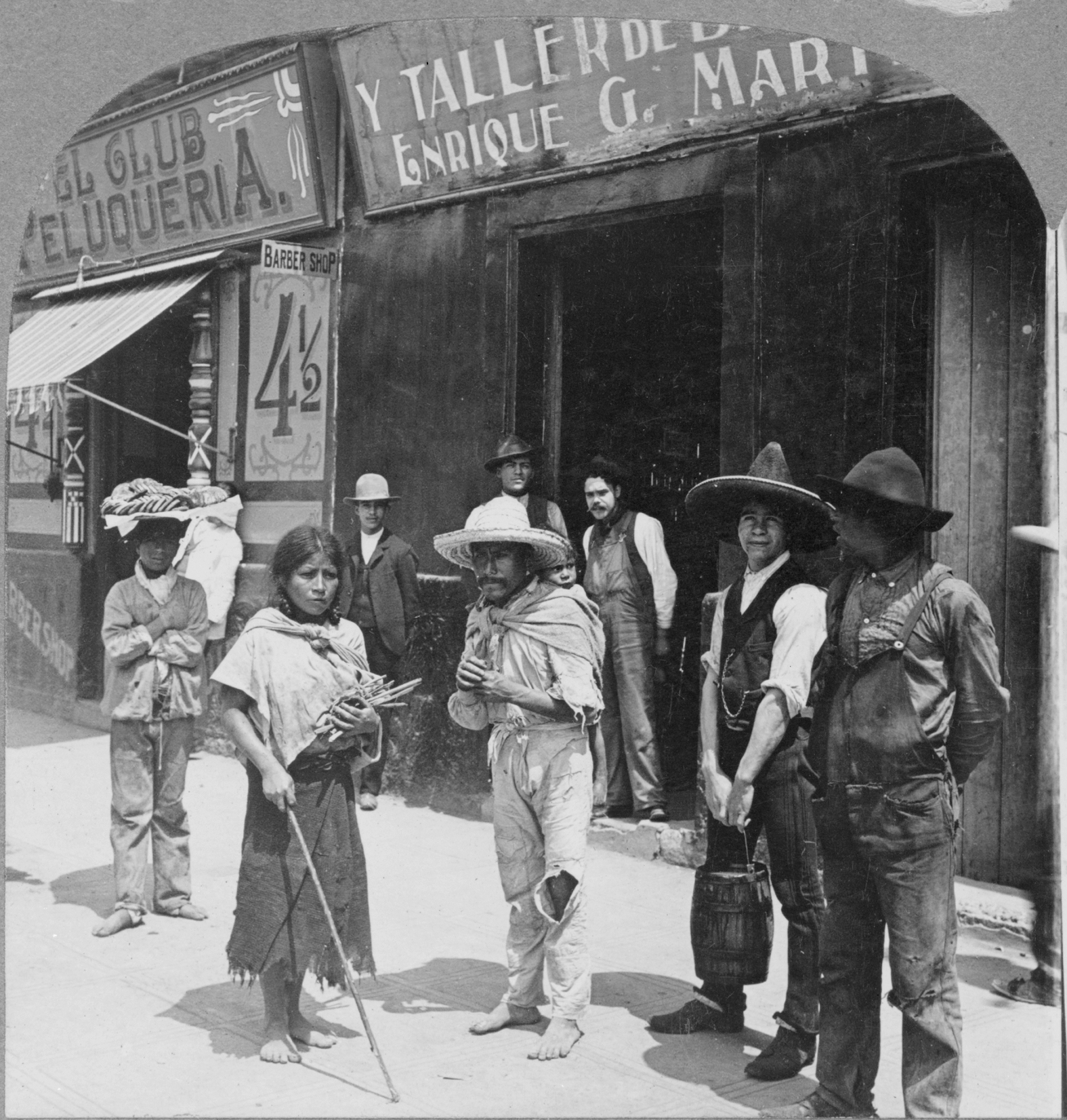
Сім'я пеонів, 1906 рік
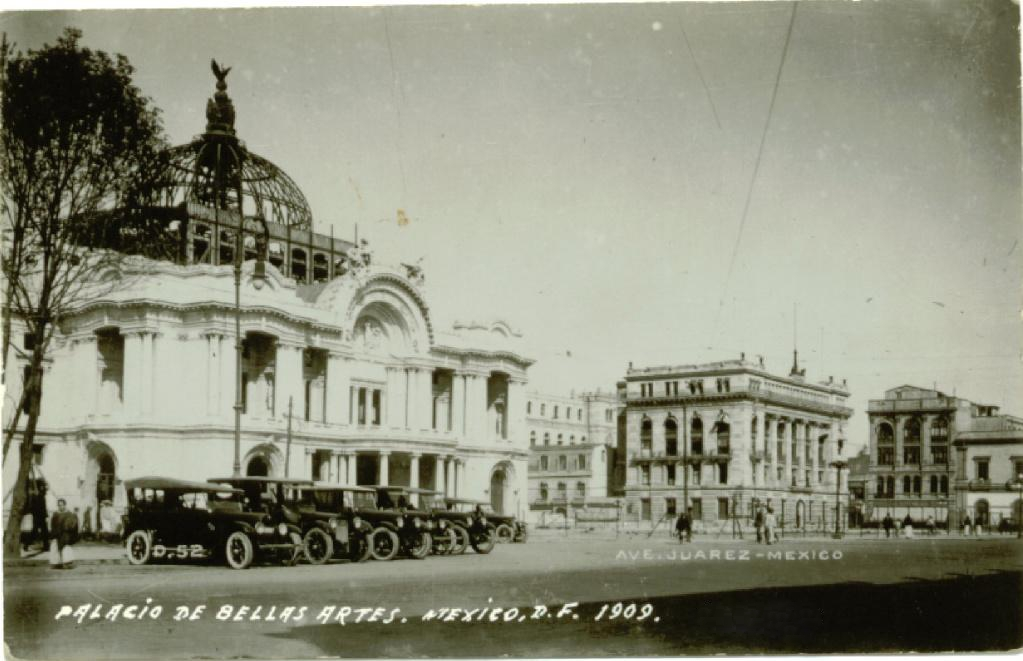
Вид на споруджуваний Палац образотворчих мистецтв з Проспекту Хуареса, 1909 рік

## Сторіччя незалежності Мексики

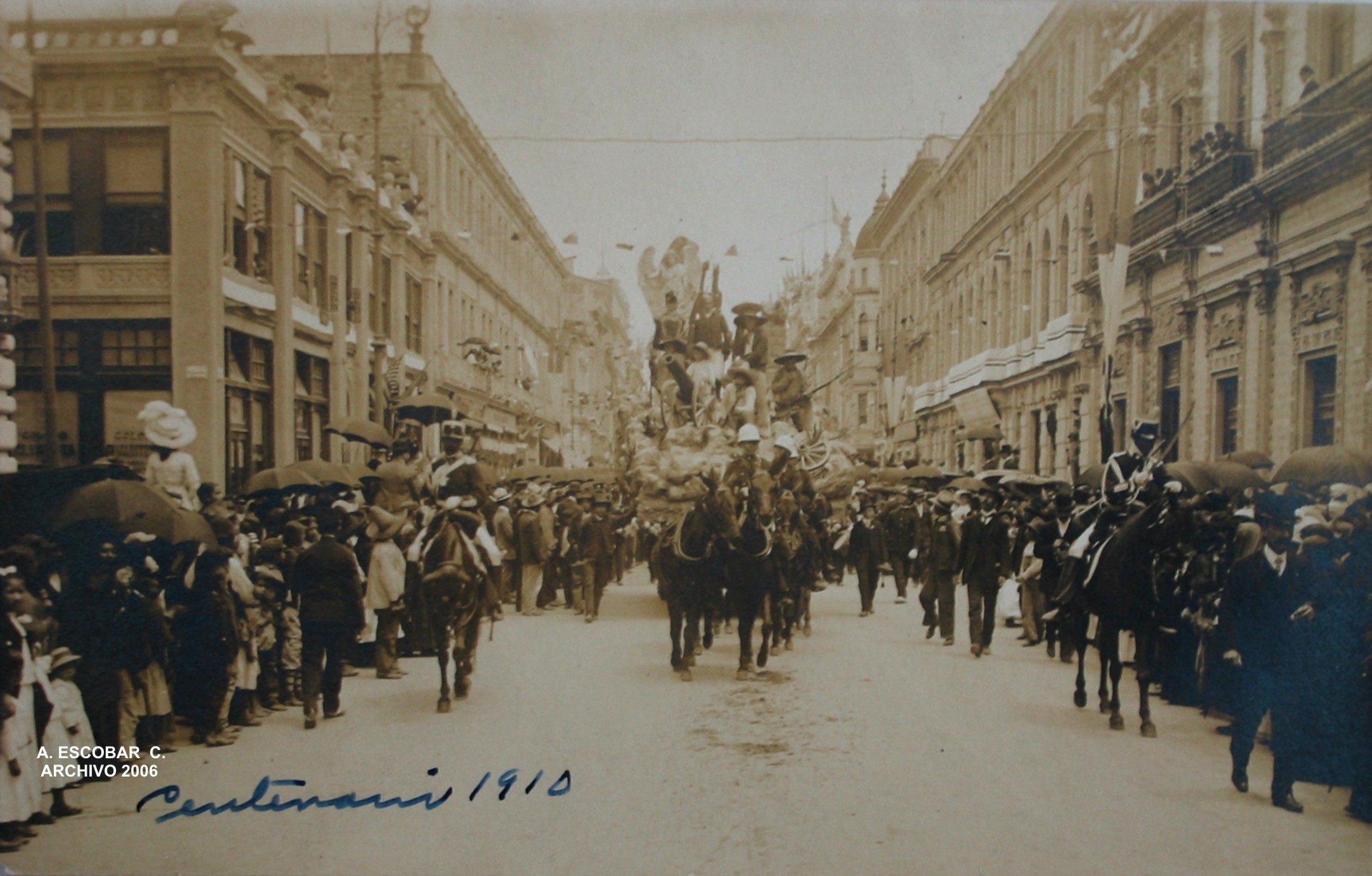
Парад у Мехіко 16 вересня 1910 року

16 вересня 1910 року Мексика мала відсвяткувати сторіччя своєї незалежності. Святкуванню незалежності мав бути присвячений весь вересень. Підготовці Мехіко до урочистостей столична і федеральна влада присвятила десять років і витратила великі суми грошей. Було вимощено вулиці, реконструйовано міський палац, мали бути зведені нові театри, міністерства, поштамти, серед інших споруд було зведено Палац образотворчих мистецтв і Колону Незалежності. Перед святами міська влада попросила жителів вичистити свої будинки, виставити квіти і вивісити прапори, а поліція очистила центр міста від безпритульних. Було запрошено офіційних представників іноземних держав: іспанці повернули військову форму Хосе Марії Морелоса — страченого героя Війни за незалежність, французи — ключі від Мехіко, що зберігалися в Парижі з часів іноземної інтервенції 1860-х років, а американські представники вшанували пам'ять дітей-героїв, загиблих в Американо-мексиканській війні.

## Порфіризм у мистецтві
З другої половини XIX століття домінантним напрямом в архітектурі Мексики стає еклектика, яка отримала назву «порфіризм». Створюється безліч споруд, перевантажених декором і скульптурами. Прагнення наздогнати Європу стимулювало розвиток містобудування, створення сучаснішого вигляду міст, перш за все Мехіко. В багатих кварталах столиці можна було побачити особняки у французькому стилі, барокові будівлі опер і театрів, багатоповерхові офісні будівлі з залізобетону і чавуну, засаджені деревами бульвари зі статуями, вулиці освітлені електрикою і трамвайні маршрути. Основною тенденцією в архітектурі Мексики було звернення до європейських неіспанських зразків — англійських, французьких та німецьких. Елементи модерну почали проникати в стиль будівель, що оточували Пасео-де-ла-Реформа. Класичний дизайн використовувався для Монумента незалежності, пам'ятника Хуаресу і статуї Колумба. Переконання Діаса в необхідності створення громадських монументів у міському ландшафті поклало початок традиції, яка тривала впродовж усього XX століття. Найяскравішими були прояви неоромантичного і неоготичного стилю, прикладами яких є Центральний поштамт і Палац образотворчих мистецтв, прототипом якого, мабуть, була французька Гранд-Опера. Втрата офіційною культурою відчуття національного характеру призвела до того, що навіть павільйон Мексики на Міжнародній виставці в Парижі був збудований у «мавританському стилі».

Панорама інтер'єру Центрального поштамту

## Кінець Порфіріату
Зворотним боком економічних успіхів диктатури Діаса стало посилення залежності країни від Сполучених Штатів і висока соціальна напруженість. Тому реакцією на циклічну кризу в США 1907—1908 років, посилену неврожаєм 1910 року, стала гостра економічна, соціальна і політична криза в Мексиці. Політика керівних кіл призвела до загострення класових суперечностей у селі. Протягом усього періоду диктатури відбувалася революційна боротьба селянства. В країні зростав робітничий рух, невдоволення охопило й середні верстви городян. Зростав опозиційний рух, лідерами якого стали брати Флорес Магон і Франсіско Мадеро.
1910 року Порфіріо Діас був учергове переобраний президентом Мексики. Його суперник лідер ліберально-демократичної опозиції Франсіско Мадеро відмовився визнати результати виборів і закликав мексиканців до боротьби з деспотичним режимом, виступивши з «планом Сан-Луїс-Потосі». Його програма передбачала позбавлення Мексики імперіалістичного панування і повернення селянам віднятих у них в період правління Діаса земель. Повстання було призначене на 20 листопада 1910 року. Хоча план розглядав не всі соціальні питання, він став каталізатором для масових народних виступів. Так було покладено початок Мексиканській революції. 1 квітня 1911 року в черговому посланні до Конгресу Діас визнав більшість вимог повстанців і пообіцяв провести аграрну реформу. Однак революціонери були настроєні на рішучу боротьбу з режимом. У травні Діас подав у відставку і емігрував до Франції. В червні під овації 100 тисяч городян Мадеро в'їхав у столицю.